# Ficus arawaensis
Ficus arawaensis är en mullbärsväxtart som beskrevs av Edred John Henry Corner. Ficus arawaensis ingår i släktet fikonsläktet, och familjen mullbärsväxter. Inga underarter finns listade i Catalogue of Life.